# Дуб черешчатий (Лохвиця)
Дуб чере́шчатий — ботанічна пам'ятка природи місцевого значення в Україні. Розташована в межах міста Лохвиця Полтавської області, на вул. Ватутіна, біля будинку № 108 (приміщення Лохвицької районної державної лабораторії ветеринарної медицини). 
Площа 0,05 га. Статус надано згідно з рішенням облвиконкому № 75 від 14.03.1989 року. Перебуває віданні: Лохвицька міська рада, ветбаклабораторія. 
Статус надано для збереження одного екземпляра вікового дуба віком понад 300 років. Обхват дерева на висоті 1,3 м. у 2021 році становив 317 см.

## Галерея

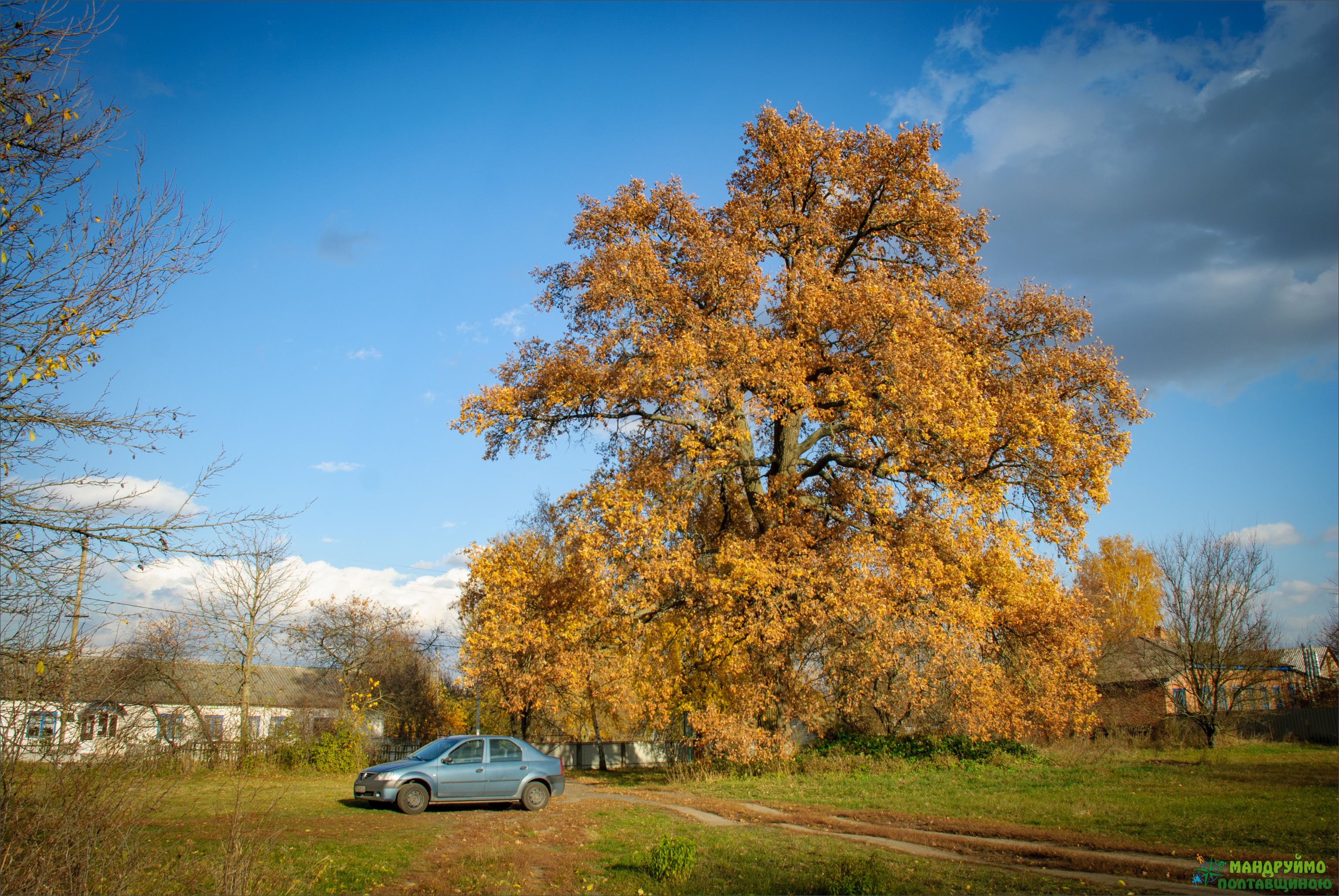
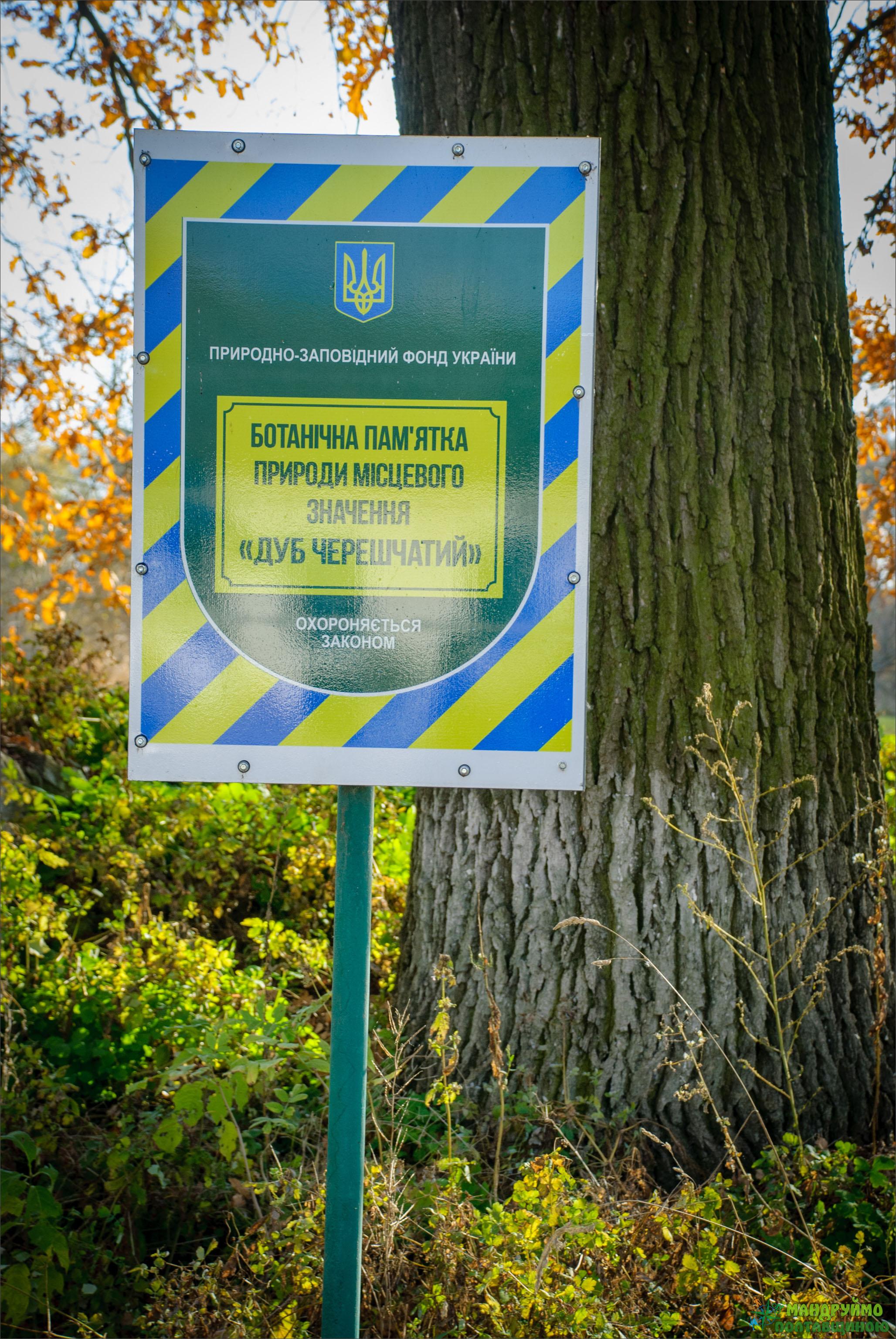
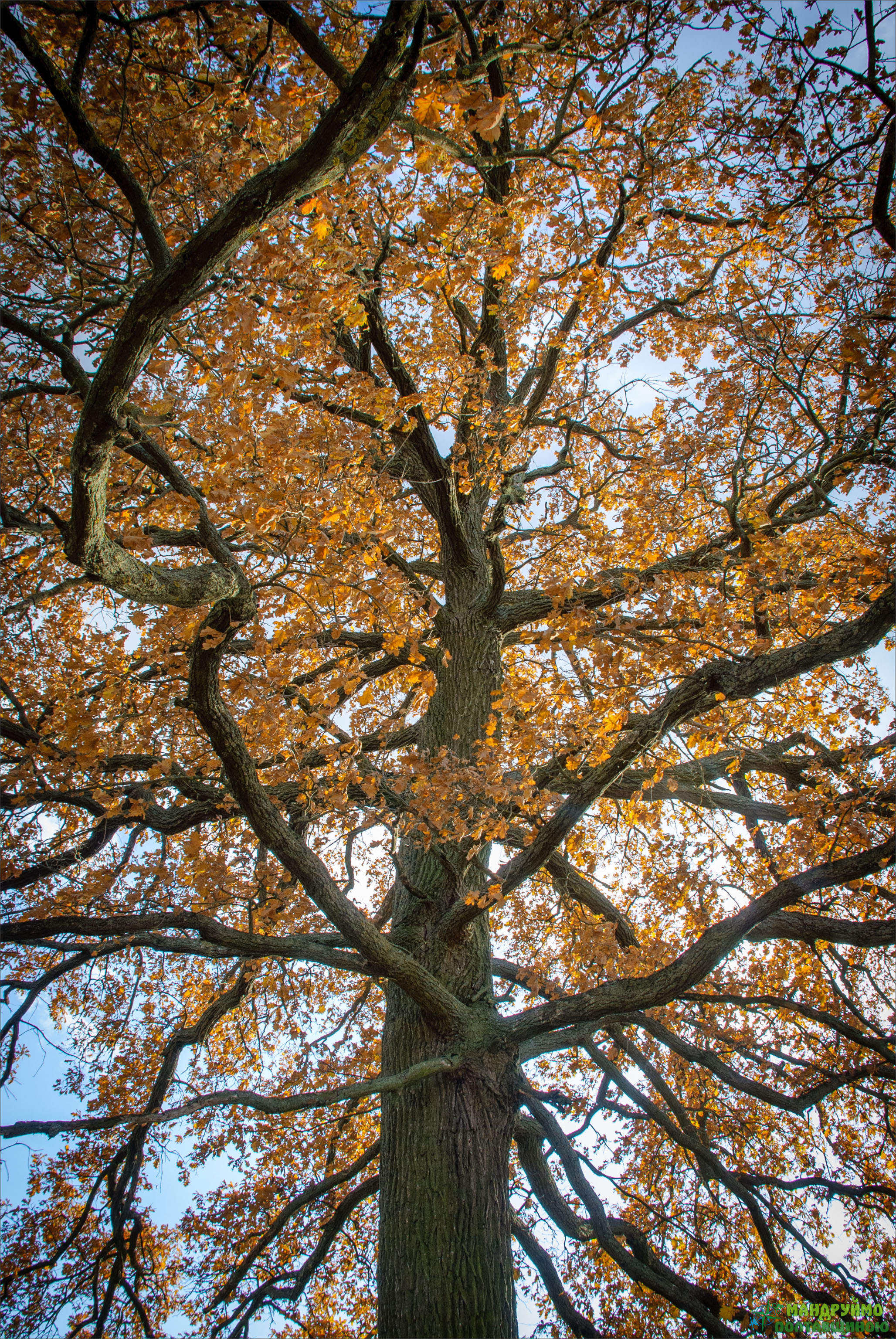
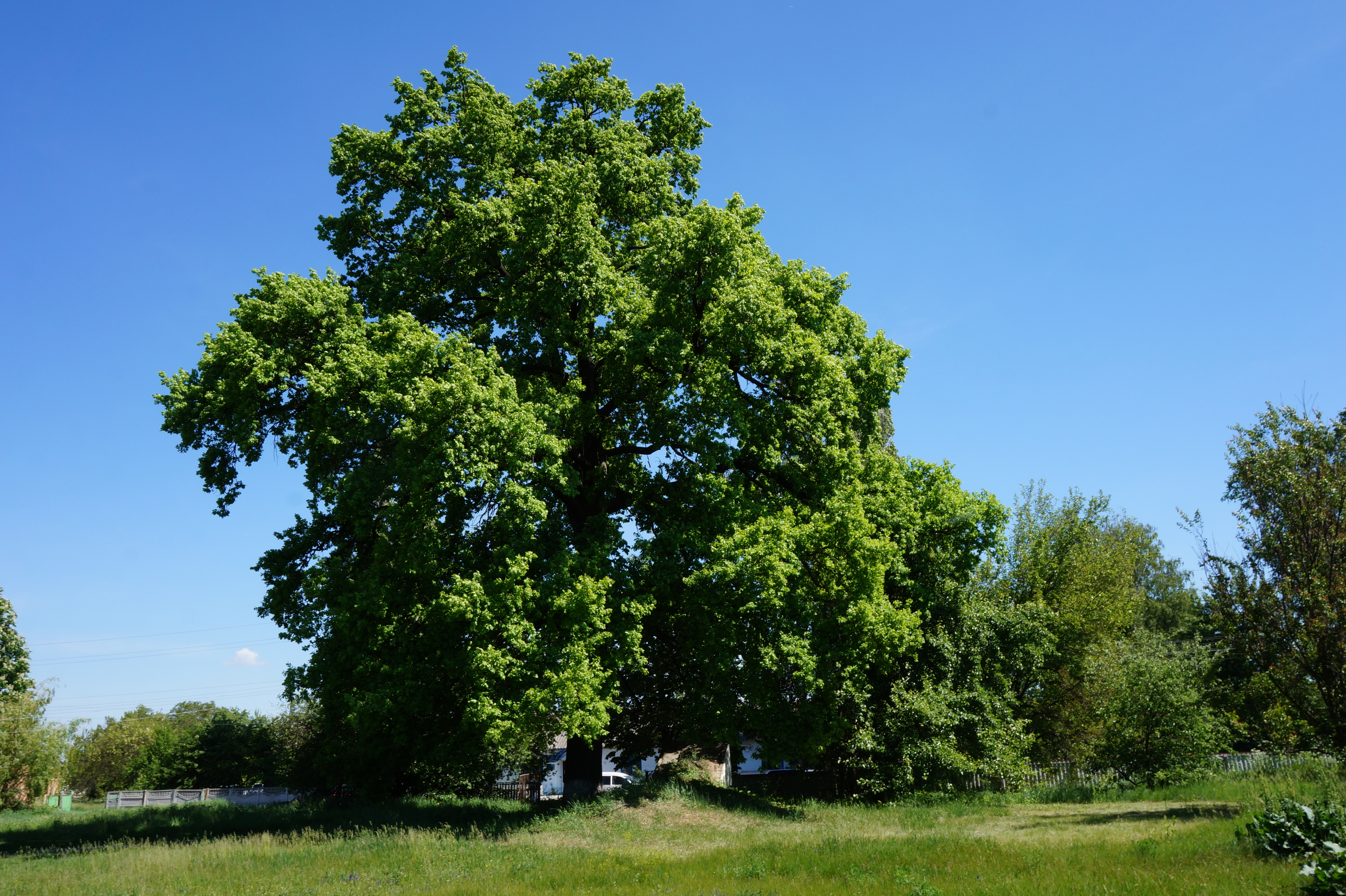